# Татарский Сухой Изяк
Татарский Сухой Изяк (баш. Татар Ҡоро Иҙәге) — деревня в Федоровском районе Республики Башкортостан Российской Федерации. Входит в состав Покровского сельсовета.
Население занято в ООО “Луч”. Есть основная школа, фельдшерско-акушерский пункт, дом культуры.

## География

### Географическое положение
Расстояние до:
- районного центра (Фёдоровка): 17 км,
- центра сельсовета (Покровка): 3 км,
- ближайшей ж/д станции (Мелеуз): 84 км.

## История
Основана на территории Стерлитамакского уезда ясачными татарами из д. Зирган того же уезда (ныне Мелеузовского района), известна с 1850 г. под названием Сухой Изяк. Фиксировалась также как Сухойзяково, Юлдашкино.
В «Списке населенных мест по сведениям 1870 года», изданном в 1877 году, населённый пункт упомянут как деревня Сухой Изяк (Юлдашкина) 4-го стана Стерлитамакского уезда Уфимской губернии. Располагалась при речке Сухом Изяке, в 76 верстах от уездного города Стерлитамака и в 35 верстах от становой квартиры в селе Васильевское (Бондаревка). В деревне, в 28 дворах жили 142 человека (71 мужчина и 71 женщина, татары). Жители занимались земледелием, скотоводством, пчеловодством, плетением лаптей.
В 1906 году отмечены бакалейная лавка, хлебозапасный магазин. С образованием в 30-х гг. XX в. д. Русский Сухой Изяк получила современное название.

## Население
| 2002 | 2009 | 2010 |
| ---- | ---- | ---- |
| 183  | →183 | ↘155 |

Национальный состав
Согласно переписи 2002 года, преобладающая национальность — татары (96 %).

## Религия
В деревне есть мечеть «Шавали».